# نوكسفيل
نوكسفيل (بالإنجليزية: Knoxville, Arkansas)‏ هي مدينة تقع في مقاطعة جونسون بولاية أركنساس في الولايات المتحدة. تبلغ مساحة هذه المدينة 5.7 (كم²)، وترتفع عن سطح البحر 120 م، بلغ عدد سكانها 511 نسمة في عام 2000 حسب إحصاء مكتب تعداد الولايات المتحدة.

## التركيبة السكانية
حدّد مكتب تعداد الولايات المتحدة بيانات التركيبة السكانية لنوكسفيل في تعداد الولايات المتحدة. في ما يلي، التركيبة السكانية حسب تعدادي 2000 و2010.

### تعداد عام 2000
بلغ عدد سكان نوكسفيل 511 نسمة بحسب تعداد عام 2000، وبلغ عدد الأسر 194 أسرة وعدد العائلات 139 عائلة مقيمة في البلدة. في حين سجلت الكثافة السكانية 61.8 نسمة لكل كيلومتر مربع (160.1/ميل2). وبلغ عدد الوحدات السكنية 210 وحدة بمتوسط كثافة قدره 25.4 لكل كيلومتر مربع (65.8/ميل2).
وتوزع التركيب العرقي للبلدة بنسبة 95.89% من البيض و1.57% من الأمريكيين الأصليين و0.20% من الأمريكيين ذوي الأصول الآسيوية و1.37% من الأعراق الأخرى و0.98% من عرقين مختلطين أو أكثر و4.11% من الهسبانيون أو اللاتينيون من أي عرق.
بلغ عدد الأسر 194 أسرة كانت نسبة 38.7% منها لديها أطفال تحت سن الثامنة عشر تعيش معهم، وبلغت نسبة الأزواج القاطنين مع بعضهم البعض 59.8% من أصل المجموع الكلي للأسر، ونسبة 8.8% من الأسر كان لديها معيلات من الإناث دون وجود شريك،  بينما كانت نسبة 3.1% من الأسر لديها معيلون من الذكور دون وجود شريكة وكانت نسبة 28.4% من غير العائلات. تألفت نسبة 22.2% من أصل جميع الأسر من عدة أفراد يعيشون في نفس المنزل ونسبة 10.3% كانت تتألف من شخص يعيش بمفرده يبلغ من العمر 65 عاماً أو أكثر. وبلغ متوسط حجم الأسرة المعيشية 2.63، أما متوسط حجم العائلات فبلغ 3.13.
بلغ العمر الوسطي للسكان 35.1 عاماً. وكانت نسبة 27.8% من القاطنين تحت سن الثامنة عشر، وكانت نسبة 9% بين الثامنة عشر والرابعة والعشرين عاماً، ونسبة 29.2% كانت واقعةً في الفئة العمرية ما بين الخامسة والعشرين والرابعة والأربعين عاماً، ونسبة 20.7% كانت ما بين الخامسة والأربعين والرابعة والستين، ونسبة 13.3% كانت ضمن فئة الخامسة والستين عاماً فما فوق. يوجد لكل 100 أنثى 110.3 ذكر، ويوجد لكل 100 أنثى في الثامنة عشر من عمرها فما فوق 95.2 ذكر.
بلغ متوسط دخل الأسرة في البلدة 31,250 دولارًا، أما متوسط دخل العائلة فبلغ 34,375 دولارًا. وكان متوسط دخل الذكور 22,031 دولارًا مقابل 22,857 دولارًا للإناث. وسجل دخل الفرد الخاص بالبلدة 15,404 دولارًا. وكانت نسبة 9.2% من العائلات ونسبة 12.6% من السكان تحت خط الفقر، وكان من هؤلاء نسبة 14.6% تحت سن الثامنة عشر ونسبة 18.3% في الخامسة والستين من العمر وما فوق.

### تعداد عام 2010
بلغ عدد سكان نوكسفيل 731 نسمة بحسب تعداد عام 2010، وبلغ عدد الأسر 288 أسرة وعدد العائلات 211 عائلة مقيمة في البلدة. في حين سجلت الكثافة السكانية 88.4 نسمة لكل كيلومتر مربع (229.0/ميل2). وبلغ عدد الوحدات السكنية 329 وحدة بمتوسط كثافة قدره 39.8 لكل كيلومتر مربع (103.1/ميل2).
وتوزع التركيب العرقي للبلدة بنسبة 94.12% من البيض و0.68% من الأمريكيين الأفارقة و1.78% من الأمريكيين الأصليين و0.41% من الأمريكيين ذوي الأصول الآسيوية و1.09% من الأعراق الأخرى و1.92% من عرقين مختلطين أو أكثر و3.69% من الهسبانيون أو اللاتينيون من أي عرق.
بلغ عدد الأسر 288 أسرة كانت نسبة 33.7% منها لديها أطفال تحت سن الثامنة عشر تعيش معهم، وبلغت نسبة الأزواج القاطنين مع بعضهم البعض 54.5% من أصل المجموع الكلي للأسر، ونسبة 11.1% من الأسر كان لديها معيلات من الإناث دون وجود شريك،  بينما كانت نسبة 7.6% من الأسر لديها معيلون من الذكور دون وجود شريكة وكانت نسبة 26.7% من غير العائلات. تألفت نسبة 20.5% من أصل جميع الأسر من عدة أفراد يعيشون في نفس المنزل ونسبة 11.8% كانت تتألف من شخص يعيش بمفرده يبلغ من العمر 65 عاماً أو أكثر. وبلغ متوسط حجم الأسرة المعيشية 2.54، أما متوسط حجم العائلات فبلغ 2.92.
بلغ العمر الوسطي للسكان 37.3 عاماً. وكانت نسبة 22.3% من القاطنين تحت سن الثامنة عشر، وكانت نسبة 12.4% بين الثامنة عشر والرابعة والعشرين عاماً، ونسبة 24.2% كانت واقعةً في الفئة العمرية ما بين الخامسة والعشرين والرابعة والأربعين عاماً، ونسبة 27.6% كانت ما بين الخامسة والأربعين والرابعة والستين، ونسبة 13.4% كانت ضمن فئة الخامسة والستين عاماً فما فوق. وتوزع التركيب الجنسي للسكان بنسبة 49.4% ذكور و50.6% إناث.

## وصلات خارجية
- The US50 - Cities and Towns in Arkansas State
- 2012 United States Census Estimate